# Frédéric Kowal
Frédéric Kowal, född den 2 oktober 1970 i Nogent-sur-Seine i Frankrike, är en fransk roddare.
Han tog OS-brons i dubbelsculler i samband med de olympiska roddtävlingarna 1996 i Atlanta.